# Pholoe minutissima
Pholoe minutissima är en ringmaskart som beskrevs av Hartmann-Schröder 1980. Pholoe minutissima ingår i släktet Pholoe och familjen Pholoidae. Inga underarter finns listade i Catalogue of Life.